# Vildfärg
Vildfärg kallas den grågula pälsfärg med svarta teckningar och ljusare buk som är typisk för bland annat hare och kanin. Den betingas av en dominant gen, den så kallade agouti-genen, som hämmar utbredningen av svart pigment och ger ett mer eller mindre utbrett gult band på hårstråna. Motsvarande förhållanden uppträder hos de flesta tama djurslag, till exempel häst, nöt och svin.